# Sivar Nordström
Kurt Sivar Vilhelm Nordström, född 11 mars 1933 i Uppsala, död 24 oktober 2013 i Tierp-Söderfors församling, Uppsala län, var en svensk orienterare och tävlingsledare.
Nordström var landslagslöpare under 1960-talet. Höjdpunkter under karriären var ett EM-brons 1962 och en Tiomila-seger 1966 med Tierps IF. 1965 startade han O-Ringen tillsammans med Peo Bengtsson. Åren 1971–1979 var han med i Svenska Orienteringsförbundets styrelse.
Sivar Nordström är gravsatt på Tierps kyrkogård.